# Vajèn van den Bosch
Vajèn Gerdi Joanne van den Bosch (Oijen, 13 maart 1998) is een Nederlands zangeres en (musical- en stem)actrice. 
In augustus 2013 begon ze de vooropleiding Muziektheater aan het Fontys Conservatorium in Tilburg. In het voorjaar van 2017 won Van den Bosch een Kids Choice Awards 2017 voor "Favoriete ster – Nederland".

## Biografie
Van den Bosch begon haar zangcarrière op tienjarige leeftijd door auditie te doen voor The Sound of Music. Ze werd uit 2000 kinderen gekozen om te zingen in een van de zes groepen van de families Von Trapp. Van den Bosch mocht samen met haar groepje in het televisieprogramma, The Show of Music, dat door de AVRO werd uitgezonden, optreden. Dit was tevens haar televisiedebuut. Daarna speelde Van den Bosch in nog meer grote musicalproducties en kleine theatershows. Haar eerste hoofdrol verkreeg zij in Droomvlucht, waarin ze Lila speelde. Vervolgens nam ze deel aan The Voice Kids. In 2012/2013 speelde ze tiener Fiona in Shrek de Musical en organiseerde ze een benefietconcert. De opbrengst van Zomerbenefiet TOM ging naar de CF-stichting. In november 2013 was zij te zien in Titus de musical, in Theater de Lievekamp in Oss.
In theaterseizoen 2013/2014 was Van den Bosch te zien in De sprookjesmusical Klaas Vaak, waarin ze kikkerprinses Anura speelde. Deze rol deelde zij met haar zus Venna en Manouk Pluis. Vanaf 23 november 2014 was Van den Bosch te zien als Liesl, de oudste dochter van kapitein Von Trapp, in The Sound of Music.
Van den Bosch startte op haar elfde jaar met zangles bij zangcoach Alfons Verreijt. Daarnaast studeerde zij van augustus 2013 tot juli 2014 aan de vooropleiding Muziektheater aan het Conservatorium in Tilburg. Daar kreeg ze zangles van Ingrid Zeegers.

## Carrière
Van den Bosch verwierf bekendheid door haar deelname aan het programma The Voice Kids. Tijdens de 'Blind Audition' zong zij het nummer The Climb van Miley Cyrus. Van den Bosch won de battle en de sing-off die direct daarop volgde en werd door haar coach Marco Borsato verkozen om in de finale te zingen. De finale vond plaats op 23 maart 2012 en Van den Bosch verloor met Dave Dekker van Fabiënne Bergmans.
Daarna kreeg ze meerdere rollen in verschillende musicals. Ze debuteerde op 1 september 2014 in de jeugdserie SpangaS, als Juliette, waar ze in 2015 mee stopte. Daarna speelde ze de rol van Sandy in de musical Grease. In 2016 speelde ze Prinses Tessa in De Gelaarsde Kat in het Efteling Theater en is ze te zien in de film Hartbeat. Ook was ze te zien in het derde seizoen van de Ghost Rockers.
In 2016 kreeg ze een van de hoofdrollen in de spin-off van Goede tijden, slechte tijden, namelijk Nieuwe Tijden. Van den Bosch tekende voor het eerste seizoen van 75 afleveringen, maar ook nieuwe aanbiedingen kwamen op haar pad. Doordat de producers niet vroegtijdig konden aangeven of er wel of geen vervolg seizoen kwam had Van den Bosch op dat moment al getekend voor een andere soap, De Spa. De rol van Moon van Panhuys werd gerecast, maar deze vervanger werd onverwacht zwanger en verliet de serie al na één seizoen. Toen Van den Bosch werd gevraagd of ze mee wilde doen met het derde seizoen, keerde ze terug.
In 2017 en 2018 speelde ze Gloria Estefan in de musical On Your Feet!. Deze musical was te zien in het Beatrix Theater in Utrecht. 
Hierna volgden rollen in Duitsland: Van den Bosch speelde hier in Cirque du Soleil Paramour en Wicked. In januari 2024 was Van den Bosch te zien als gastrecensent in RTL 4-programma Stars on Stage.
Vanaf half 2024 speelt ze de hoofdrol van Elsa in de musical Frozen. Voor deze rol won ze in 2025 een Musical award.
In april 2025 speelt ze de rol van Maria Magdalena in The Passion.
Tot slot geeft Van den Bosch regelmatig zang- en acteerlessen aan amateurs.

## Theater
| Jaar      | Musical                                      | Rol                 | Producent                            | Theater                                 |
| --------- | -------------------------------------------- | ------------------- | ------------------------------------ | --------------------------------------- |
| 2008      | Hotel Johanna                                |                     | Stichting Oss Cultureel              | Theater de Lievekamp Oss                |
| 2008–09   | The Sound of Music                           | Martha von Trapp    | V&V Entertainment                    | Efteling Theater                        |
| 2009      | Joseph and the Amazing Technicolor Dreamcoat | Esther              | Stage Entertainment                  | Beatrix Theater                         |
| 2010      | Octopussy                                    |                     | Stichting Oss Cultureel              | Theater de Lievekamp Oss                |
| 2010–11   | Mary Poppins                                 | Jane Banks          | Stage Entertainment                  | Circustheater                           |
| 2011–12   | De musical Droomvlucht                       | Lila                | Stage Entertainment                  | Efteling Theater                        |
| 2012      | Revue Oss anno nu                            | Guusje              | Stichting Oss Cultureel              | Theater de Lievekamp Oss                |
| 2012–13   | Shrek                                        | Tiener Fiona        | V&V Entertainment                    | RAI Amsterdam, later tour door het land |
| 2013      | De Engel van Amsterdam                       | Rafaël              |                                      | Theater de Lievekamp in Oss             |
| 2013      | Titus                                        | Titia               |                                      | Theater de Lievekamp in Oss             |
| 2013–14   | De sprookjesmusical Klaas Vaak               | Kikkerprinses Anura | Efteling Theaterproducties           | Efteling Theater                        |
| 2014–15   | The Sound of Music                           | Liesl Von Trapp     | Albert Verlinde Entertainment        | Tour                                    |
| 2015–16   | Grease                                       | Sandy Dumbrowski    | Stage Entertainment                  | Tour                                    |
| 2016–17   | Musicals in Concert                          | Soliste             | Stage Entertainment                  | Tour                                    |
| 2016–17   | De gelaarsde kat                             | Prinses Tessa       | Efteling Theaterproducties           | Efteling Theater                        |
| 2017–18   | On Your Feet!                                | Gloria Estefan      | Stage Entertainment                  | Beatrix Theater Utrecht                 |
| 2019      | Paramour                                     | Indigo              | Stage Entertainment                  | Theater Neue Flora Hamburg              |
| 2019–20   | Kinky Boots                                  | Lauren              | De Graaf & Cornelissen Entertainment | Tour                                    |
| 2020–21   | Murder ballad                                | Sara                | STENT producties                     | Tour                                    |
| 2021–22   | Wicked                                       | Elphaba             | Stage Entertainment                  | Theater Neue Flora Hamburg              |
| 2023      | Les Misérables                               | Éponine             | De Graaf & Cornelissen Entertainment | Tour                                    |
| 2023–24   | Tarzan                                       | Jane Porter         | Stage Entertainment                  | Stage Palladium Theater                 |
| 2024-...  | Frozen                                       | Elsa                | Stage Entertainment                  | Afas Circustheater                      |
| 2024-2025 | Disney In Concert                            | Zangeres            | MediaLane                            | Ziggo Dome                              |

## Filmografie
| Film            | Film                                           | Film              | Film           |
| Jaar            | Productie                                      | Rol               | Opmerkingen    |
| --------------- | ---------------------------------------------- | ----------------- | -------------- |
| 2012            | Journey To The Christmas Star                  | Sonja             | Stem           |
| 2014            | Maya: eerste vlucht                            | Maya de Bij       | Stem           |
| 2014            | Ice Age Live                                   | Peaches           | Stem           |
| 2015            | SpangaS in actie                               | Juliette Vrolijks | Hoofdrol       |
| 2016            | Vaiana                                         | Vaiana            | Stem           |
| 2016            | Hart Beat                                      | Zoë               | Hoofdrol       |
| 2017            | Spirit, samen vrij                             | Lucky             | Stem           |
| 2018            | First Kiss                                     | Roos              | Hoofdrol       |
| 2018            | Ralph Breaks the Internet                      | Vaiana            | Stem           |
| 2019            | UglyDolls                                      | Moxy              | Stem           |
| 2019            | The Addams Family                              | Wednesday         | Stem           |
| 2019            | Spike en de Magische Steen                     | Spike             | Stem           |
| 2020            | The Willoughbys                                | Jane              | Stem           |
| 2020            | Trolls Wereldtour                              | Delta Dawn        | Stem           |
| 2021            | Spirit Untamed                                 | Lucky Prescott    | Stem           |
| 2021            | De Mitchells tegen de machines                 | Katie Mitchell    | Stem           |
| 2021            | Encanto                                        | Mirabel Madrigal  | Stem           |
| 2022            | Pinocchio                                      | Overige stemmen   | Stem           |
| 2023            | The Super Mario Bros. Movie                    | Princess Peach    | Stem           |
| 2024            | Wicked Part 1&2                                | Glinda            | Stem           |
| 2024            | Vaiana 2                                       | Vaiana            | Stem           |
| Overig stemwerk |                                                |                   |                |
| Jaar            | Film/Serie                                     | Rol               | Opmerkingen    |
| ?               | Chugginton                                     | Koko              |                |
| 2013-2016       | Dog with a Blog                                | Avery             |                |
| ?               | Cory in the House                              | Sophia            |                |
| ?               | Rio                                            | Bea               |                |
| ?               | Thor                                           | Edna              |                |
| ?               | Wolfblood                                      | Maddy             |                |
| ?               | Haunted Hattaways                              | Taylor            |                |
| 2013            | Vampierzusjes 1                                | Sylvana           |                |
| 2014            | Annie                                          | Pepper            |                |
| 2016            | De Vampierzusjes 2: Vleermuizen In Je Buik     | Sylvana           |                |
| 2016-2019       | Leeuwenwacht                                   | Fuli              |                |
| 2023            | Lego Disney Princess: Avonturen in het kasteel | Vaiana            |                |
| Televisie       |                                                |                   |                |
| Jaar            | Productie                                      | Rol               | Opmerkingen    |
| 2012–18         | Maya de Bij                                    | Maya de Bij       | Stem           |
| 2014–15         | SpangaS                                        | Juliette Vrolijks | Hoofdrol       |
| 2016            | Goede tijden, slechte tijden                   | Moon van Panhuys  | Eén aflevering |
| 2016–18         | Nieuwe Tijden                                  | Moon van Panhuys  | Hoofdrol       |
| 2016–17         | Ghost Rockers                                  | Fenne Dijkstra    | Nevenrol       |
| 2017–18         | De Spa                                         | Dominique Vlieger | Hoofdrol       |
| 2020            | Nachtwacht                                     | Gwendolyn         | Eén aflevering |
| 2025            | The Passion                                    | Maria Magdalena   |                |

## Discografie

### Singles
| Single met eventuele hitnotering(en) in de Nederlandse Top 40 | Datum van verschijnen | Datum van binnenkomst | Hoogste positie | Aantal weken | Opmerkingen                                                      |
| ------------------------------------------------------------- | --------------------- | --------------------- | --------------- | ------------ | ---------------------------------------------------------------- |
| The Climb                                                     | 17-02-2012            | -                     |                 |              | Nr. 10 in de Single Top 100                                      |
| Show me heaven                                                | 23-03-2012            | -                     |                 |              | Nr. 26 in de Single Top 100                                      |
| Een Wereld Van Licht                                          | 19-12-2013            | -                     |                 |              | Titelsong van Musical 2.0, samen met Tessa van Tol en Cindy Bell |
| Bitterzoet                                                    | 25-09-2020            | -                     |                 |              |                                                                  |
| Vlammen van het vuur                                          | 19-02-2021            | -                     |                 |              |                                                                  |
| Zie de dingen                                                 | 23-07-2021            | -                     |                 |              |                                                                  |

## Trivia
- Tot 2008 was Van den Bosch een van de weinige draagsters van de voornaam Vajèn. In de jaren daarna werd de naam enkele malen gegeven. In 2012 werd de naam aan 174 meisjes[8] gegeven. Als alle spellingvarianten worden meegenomen, kregen 428 meisjes in 2012 deze naam.[9] Ter vergelijking: de populairste meisjesnaam in 2012 was Emma, die aan 680 meisjes werd gegeven. Er lijkt dus duidelijk sprake van een naamsvernoeming, aangezien de plotselinge toename[10] samenvalt met de bekendheid van Van den Bosch bij het grote publiek.
- Voor de reclamecampagne van het Wereld Natuur Fonds heeft Van Den Bosch het nummer Walking in the Air ingezongen.[11]
- Van den Bosch' jongere zus Venna is ook actief als musicalactrice. Zij deed ook auditie voor The Sound of Music en werd uitgekozen om dezelfde rol te spelen als haar zus in een eerdere editie: Martha von Trapp.